# Sociedade para as Missões Estrangeiras da Província do Quebec
A Sociedade para as Missões Estrangeiras (em francês:  Société des Missions-Étrangères du Québec) é uma sociedade católica romana missionária de vida apostólica de direito pontifício para homens. Dedica-se a missões principalmente na América Latina e no Extremo Oriente. Foi fundada em 1921 no Quebec, Canadá. Os membros adicionam as letras nominais SME após seus nomes para indicar adesão à congregação.

## História
A sociedade foi fundada em 2 de fevereiro de 1921 no Quebec, Canadá, onde ainda tem sua sede em Laval.

## Estatísticas
Em 2020, conta com 8 casas e 95 membros, incluindo 90 sacerdotes.

## Superiores gerais
- Pe. Jean-Avila Roch (1932.08.16 – 1938.07.11)
- Pe. Edgar Larochelle (藍德) (1938/07/11 – 1958/02/19)
- Pe. Gilles Joseph Napoléon Ouellet (1958.02.19 – 1967.09.19) ( posteriormente arcebispo, ver abaixo )
- Pe. Viateur Allary (1967.09.19 – 1973.07.05)
- Pe. André Vallée (1973.07.05 – 1979.06.05) (posterormente Bispo, ver abaixo)
- Pe. Jean-Louis Martin (1979.06.05 – 1985.05.28)
- Pe. Pierre Samson (1985.05.28 – 1991.05.28)
- Pe. François Lapierre (1991.05.28 – 1998.04.07) ( posteriormente bispo, ver abaixo)
- Pe. Roland Laneuville (1998 – 28/04/2008)
- Pe. Guy Charbonneau (28/04/2008 – 26/01/2013) ( posteriormente bispo, ver abaixo)
- Pe. Martin Laliberté, PME (2013.05.08 – . . . )

## Prelados de suas fileiras
Vivos
- Guy Charbonneau, Bispo de Choluteca (Honduras)
- Raúl Corriveau, Bispo emérito de Choluteca (Honduras)
- François Lapierre, Bispo de Saint-Hyacinthe (Canadá)
- Juan Luis Martin Buisson, Bispo Titular de Aquæ in Numidia e Vigário Apostólico Emérito de Pucallpa (Peru)

Falecidos, por ano de falecimento
- 1943: Pe. Joseph-Albany-Emilien Massé (馬), Prefeito Apostólico de Lindong林東 ( PR China )
- 1952: Bispo Joseph-Louis-Adhémar Lapierre (石俊聲), Bispo de Siping四平 (PR China)
- 1962: Pe. Adam Grossi, Prefeito Apostólico de Malda ( Índia ) (28 de março de 1952 – 1962)
- 1975: Arcebispo Clovis Thibauld, Arcebispo Metropolita emérito de Davao ( Filipinas )
- 1995: Bispo Pierre Fisette, Bispo de Hearst (Canadá)
- 1997: Bispo Marcel Gérin y Boulay, Bispo emérito de Choluteca ( Honduras )
- 2005: Bispo Joseph-Rolland-Gustave Prévost-Godard (趙玉明), Vigário Apostólico Emérito de Pucallpa ( Peru )
- 2007: Bispo Generoso Cambonero Camiña, Bispo emérito de Digos (Filipinas)
- 2009: Arcebispo Gilles Ouellet, Arcebispo Metropolitano emérito de Rimouski ( Canadá )
- 2014: Bispo Jean-Louis Giasson, Bispo emérito de Yoro (Honduras)
- 2015: Bispo André Vallée, Bispo emérito de Hearst (Canadá)
- 2015: Dom Guido Plante, Bispo emérito de Choluteca (Honduras)